# San Pedro Cafetitlán
San Pedro Cafetitlán är en ort i Mexiko.   Den ligger i kommunen San Mateo Piñas och delstaten Oaxaca, i den sydöstra delen av landet, 500 km sydost om huvudstaden Mexico City. San Pedro Cafetitlán ligger 1 135 meter över havet och antalet invånare är 418.
Terrängen runt San Pedro Cafetitlán är kuperad åt sydost, men åt nordväst är den bergig. Runt San Pedro Cafetitlán är det ganska tätbefolkat, med 75 invånare per kvadratkilometer. Närmaste större samhälle är Santa María Huatulco, 12,8 km söder om San Pedro Cafetitlán. I omgivningarna runt San Pedro Cafetitlán växer huvudsakligen savannskog.